# 石黒将監
石黒 将監（いしぐろ しょうげん、生没年不詳）は、戦国時代の武将。通称は五郎兵衛。
甲斐国武田氏の家臣・諸角虎定の配下で、当時は五郎兵衛と称した。永禄4年（1561年）川中島の戦いで虎定が討死すると、その首級を奪還する活躍を見せた。
その後は将監と名乗り、山県昌景の配下に編入された。天正10年（1582年）に武田氏が滅亡すると徳川家康へ降り、所領を安堵され、井伊直政の家臣となった。
ただし、一説には五郎兵衛は将監と同一人物ではなく、将監と共に家康に降った石黒与兵衛のことだとも言う。